# Telebasel

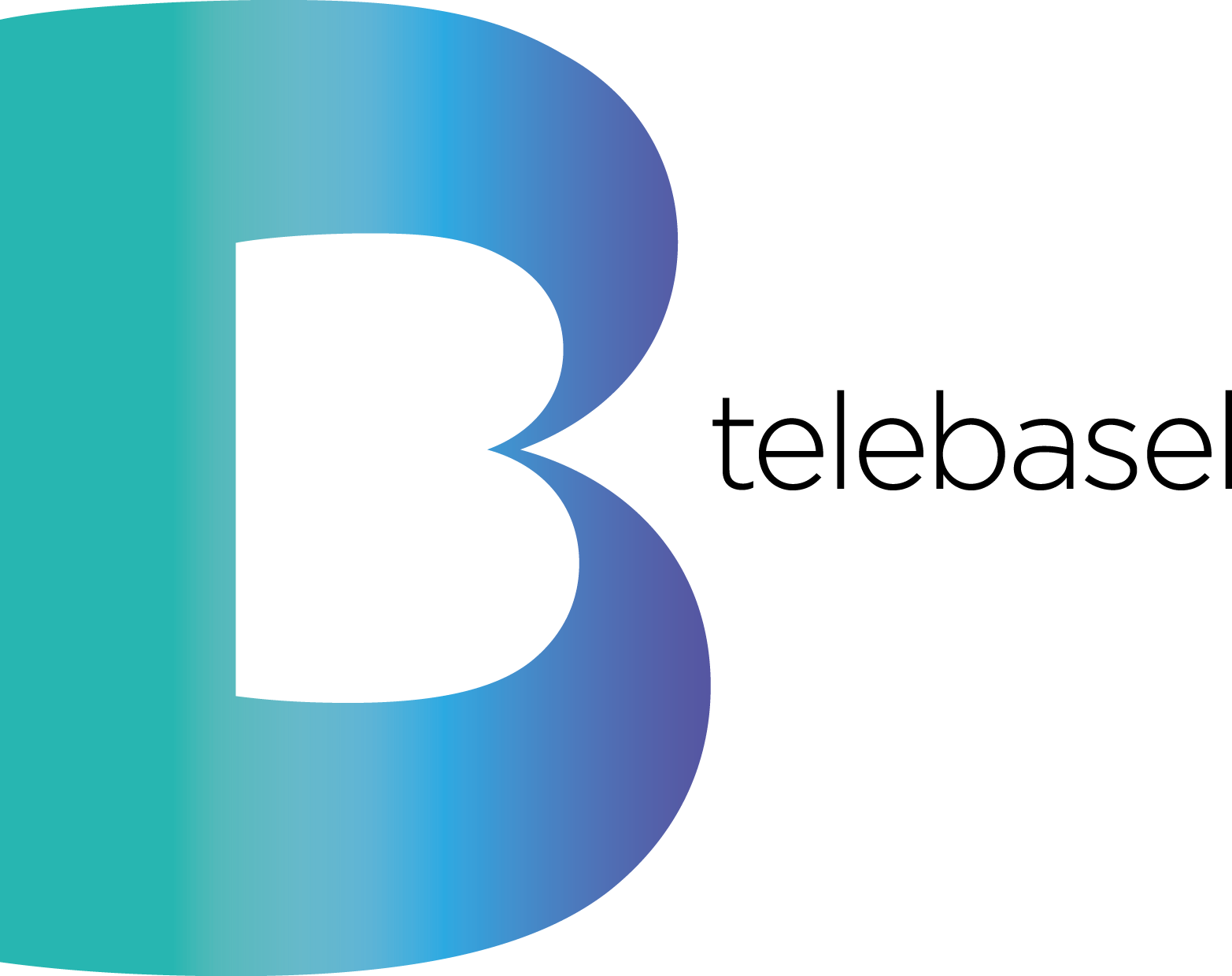
Logo stacji Telebasel

Telebasel – lokalna stacja telewizyjna, której siedziba i główne studio znajdują się w Bazylei, w Szwajcarii. Stację uruchomiono w 1993 roku. Stacja nie należy do żadnego dużego koncernu i jest inicjatywą lokalną. W 2004 roku w Liestal powstało lokalne studio. Telebasel to trzecia najpopularniejsza lokalna stacja w Szwajcarii po TeleZüri i TeleBärn.
Codziennie tę stację ogląda ok. 120 tys. osób. Kanał dostępny jest w Internecie i lokalnej telewizji kablowej. Językiem mówionym stacji jest bazylejska gwara schwyzertüütsch, a językiem pisanym Hochdeutsch. Ramówka składa się z wiadomości lokalnych, pogody, debat i programów publicystycznych.